# Isfjorden (fjord i Rauma)
Isfjorden er den inderste fjordarm  af Romsdalsfjorden i Rauma kommune i Romsdal i Møre og Romsdal fylke i Norge. Fjorden går 6,5 km mod øst til bygden Isfjorden i bunden af fjorden. Fjorden har indløb mellem Åndalsnes i syd og Uraneset i nord. Mindre end 2 km øst for bygden Isfjorden dannes Henselva  ved sammenløbet af Isa og Glutra, og   munder ud i bunden af fjorden.
Fylkesvej 64 går på begge sider af fjorden.